# Георги Панайотов
Георги Великов Панайотов е български дипломат и политик (министър). Понастоящем е извънреден и пълномощен посланик на България в САЩ. 
Бил е постоянен представител на България към Организацията на обединените нации, връчил акредитивните си писма на генералния секретар на ООН на 9 септември 2016 г..
Той е служебен министър на отбраната по време на 2 служебни правителства в периода от 12 май 2021 г. до 13 декември 2021 г.
На 7 юни 2022 г. президентът на САЩ Джо Байдън приема акредитивните му писма, с което Панайотов официално встъпва в длъжността извънреден и пълномощен посланик на Република България в Съединените американски щати.

## Биография
Роден е в Поморие на 24 юли 1968 г. Завършва със златен медал Немската гимназия в Бургас и МГИМО, Москва, образователна степен магистър по политология (1994). Владее английски, немски, руски и албански. Женен е, има 2 деца.
Дипломатическа кариера:
- 2022 - понастоящем: извънреден и пълномощен посланик в САЩ;
- 2016 - 2021: постоянен представител на България в ООН;
- 2014 – 2016: началник на отдел „НАТО“ в МВнР;
- 2010 – 2014: заместник-ръководител на посолството в САЩ;
- 2007 – 2010: началник на отдел „НАТО“ в МВнР;
- 2002 – 2007: заместник-ръководител на посолството в Афганистан;
- 2000 – 2002: заместник-началник за многостранно сътрудничество в отдел „Югоизточна Европа“, МВнР;
- 1995 – 2000: секретар по политическите въпроси в посолството в Албания.